# Penuba
Penuba is een bestuurslaag in het regentschap Lingga van de provincie Riau-archipel, Indonesië. Penuba telt 2476 inwoners (volkstelling 2010).